# Hillel Oppenheimer
Hillel Oppenheimer, nato Heinz Reinhard Oppenheimer (Berlino, 4 aprile 1899 – Rehovot, 15 giugno 1971), è stato un botanico e agronomo israeliano.

## Biografia
Oppenheimer nacque a Berlino, Germania, nel 1899. Suo padre era Franz Oppenheimer, un sociologo ebreo-tedesco ed economista politico. Tra il 1917 e il 1922, Oppenheimer studiò botanica nelle Università di Berlino, Francoforte e Friburgo in Germania e all'Università di Vienna in Austria, dove conseguì il dottorato.
Su invito di Selig Suskin, Oppenheimer emigrò nel Mandato britannico della Palestina nel 1925, e per alcuni anni fu attivamente coinvolto nei tentativi di stabilire nuovi insediamenti e prosciugare le paludi intorno a Zichron Yaacov.
Intorno al 1931, iniziò a lavorare come fisiologo presso il Dipartimento di Botanica dell'Università Ebraica di Gerusalemme. Aiutò poi a fondare le facoltà di scienze naturali e agricoltura presso l'università e fu il primo docente sui temi dell'anatomia e della fisiologia della pianta. Dal 1933 al 1941, Oppenheimer diresse il Dipartimento di Fisiologia e Genetica della stazione di ricerca agricola a Rehovot. Dal 1941 al 1953, fu a capo del dipartimento per la crescita degli agrumi e botanica agricola, essendo stato nominato professore nel 1949. Oppenheimer divenne poi decano della facoltà di agraria presso l'Università ebraica dal 1953 al 1954. Fondò il The Palestine Journal of Botany.
Nel 1959, Oppenheimer ricevette il Premio Israele in agricoltura.